# Hemigraphis moluccana
Hemigraphis moluccana är en akantusväxtart som beskrevs av Cornelis Eliza Bertus Bremekamp. Hemigraphis moluccana ingår i släktet Hemigraphis och familjen akantusväxter. Inga underarter finns listade i Catalogue of Life.